# Roméo et Juliette

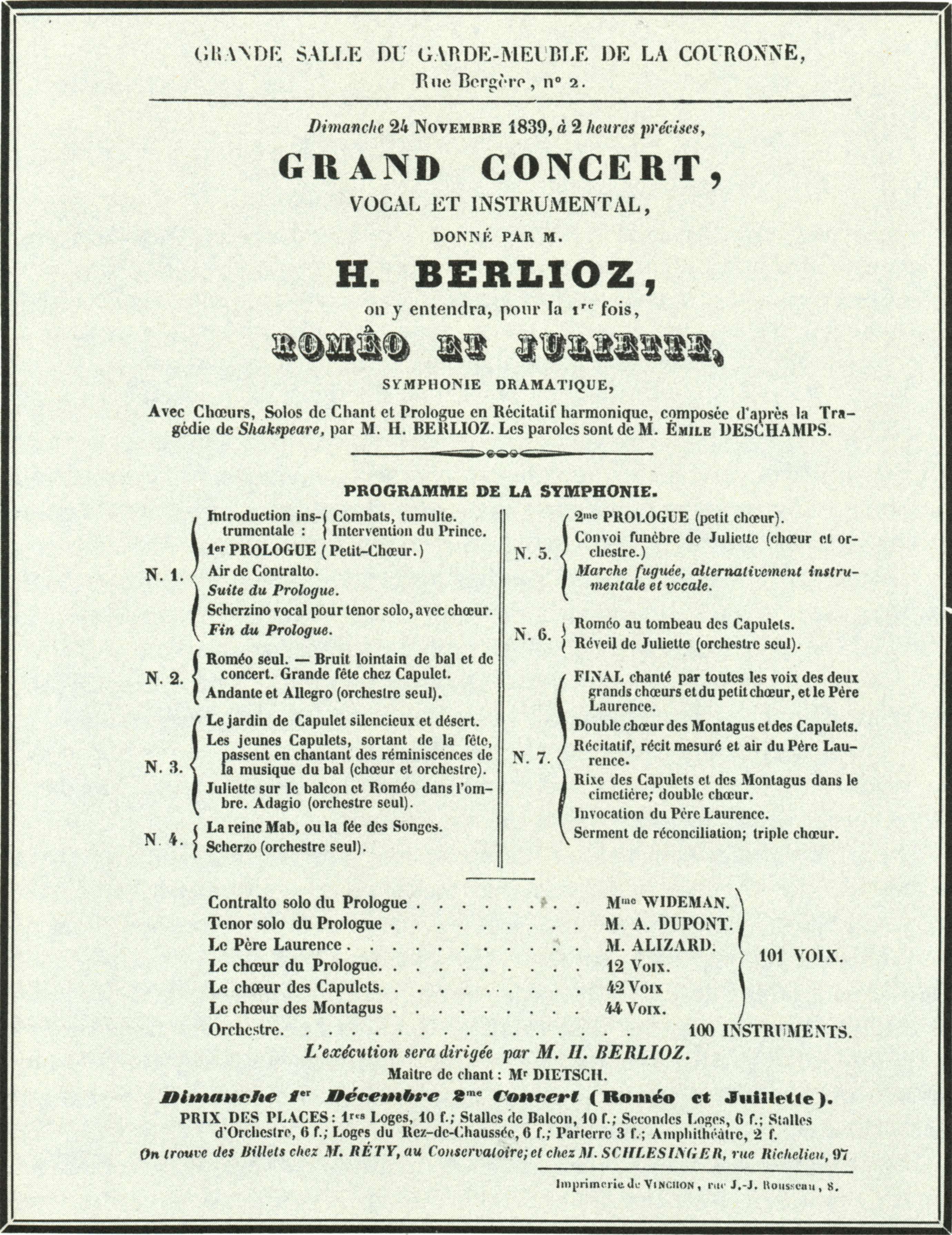
Manifesto originale dell'opera

Roméo et Juliette op.17 è una symphonie dramatique, una sinfonia corale di grande scala, per soli, coro e orchestra composta da Hector Berlioz nel 1839 su testo di Émile Deschamps, ispirata alla celebre tragedia di William Shakespeare.

## Storia
La sinfonia ebbe la prima esecuzione il 24 novembre 1839 a Parigi nella sala del Conservatorio, con la direzione dell'autore. In sala erano presenti grandi personaggi della società parigina e soprattutto Richard Wagner. La composizione della sinfonia drammatica Roméo et Jiuliette fu resa possibile dal generoso dono di 20.000 franchi di Niccolò Paganini al compositore. È noto infatti che Paganini s'inginocchiò al cospetto di Berlioz alla fine di un suo concerto per dimostrare l'ammirazione e il rispetto nei confronti del compositore francese che egli vedeva come l'erede di Beethoven.
Il musicista aveva assistito a Parigi alla rappresentazione della tragedia di Shakespeare a opera di una compagnia teatrale inglese e ne era rimasto affascinato. Inoltre Berlioz in quegli anni aveva visitato l'Italia e un'altra fonte d'ispirazione fu la partecipazione a Roma all'allestimento de I Capuleti e i Montecchi di Vincenzo Bellini. L'opera colpì Berlioz, non per la bellezza musicale ma, all'opposto, per la sua presunta inadeguatezza di fronte al capolavoro shakespeariano; egli decise dunque di porsi al lavoro nella scrittura di questa monumentale sinfonia. Berlioz decise di pubblicare la composizione solamente nel 1847, dopo aver effettuato alcuni tagli importanti. È tuttora considerata fra le più importanti opere sinfoniche di Berlioz e di tutto il Romanticismo musicale.

## Struttura

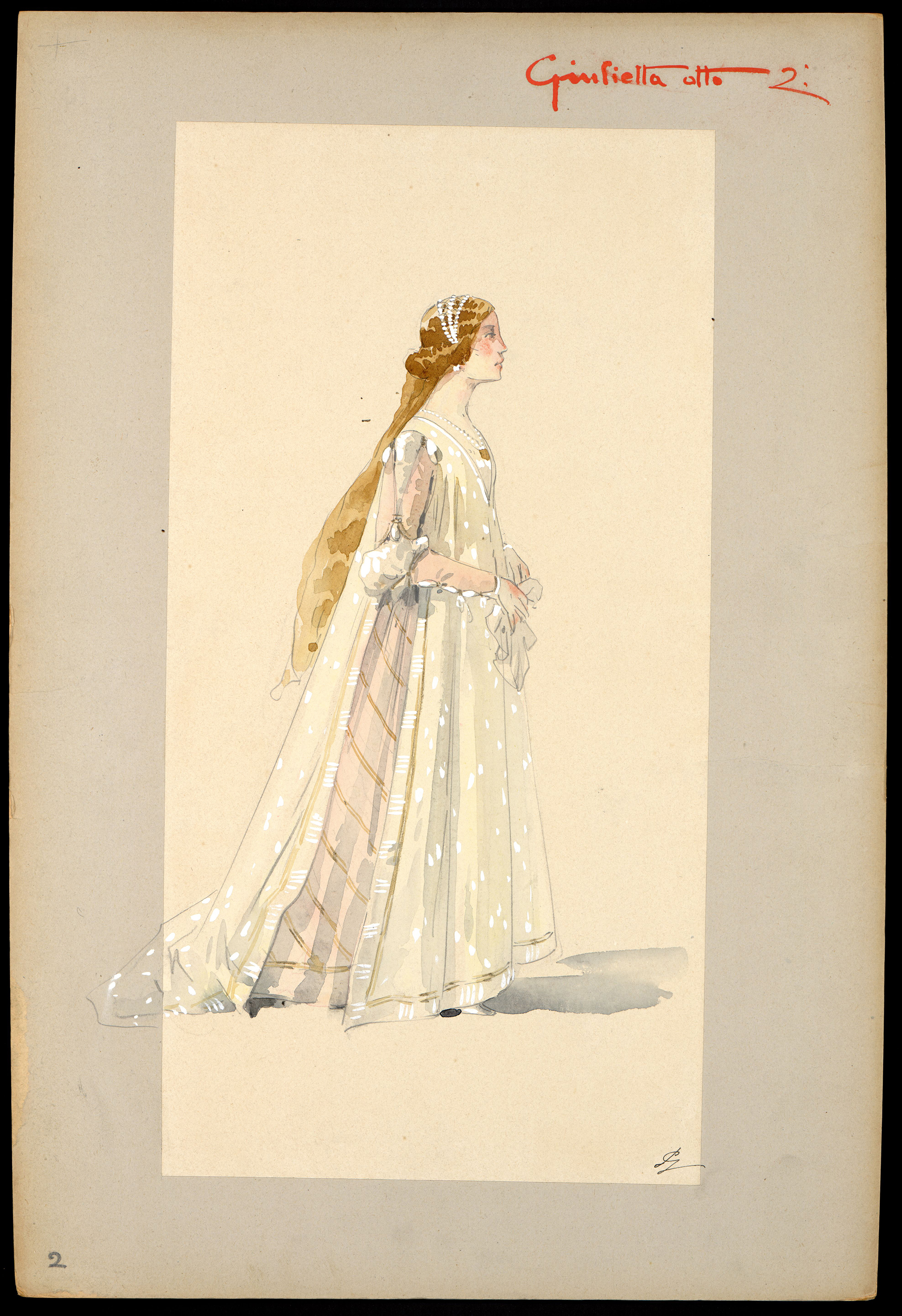
Figurino di Giuseppe Palanti per Giulietta in una messa in scena del 1911

La sinfonia è un insieme di parti strumentali e di parti cantate divise in sette sezioni raggruppate in tre parti: 
- Parte I

1. Introduction. Combats – Tumulte – Intervention du Prince.
Prologue: D'anciennes haines endormies.
Strophes: Premiers transports que nul n'oublie!
Scherzetto: Mab la masagère
- Parte II

2. Roméo seul. Tristesse – Bruits lontains de concert et bal – Grande Fête chez Capulet
3. Nuit sereine. Le Jardin de Capulet, silencieux et désert.
Les jeunes Capulets, sortant de la fête, passent en chantant des réminiscences de la musique du bal – Scène d'amour
4. Scherzo. La reine Mab, ou la fée des songes
- Parte III

[Secondo prologo omesso dopo la prima esecuzione]
5. Convoi funèbre de Juliette
6. Roméo au tombeau des Capulets
Invocation
Réveil de Juliette
Joie délirante, désespoir, dernières angoisses et mort de deux amants
7. Finale. La Foule accourt au cimetière.
Rixe des Capulets et des Montagus. Quoi! Roméo de retour!
Récitatif et Air du Père Laurence. Mais vous avez repris la guerre de famille!
Serment de réconciliation. Jurez donc par l'auguste symbole

## Organico
Contralto, tenore, basso, coro. Orchestra composta da: ottavino, tre flauti, due oboi, (2º anche corno inglese), due clarinetti, quattro fagotti, quattro corni, due trombe, due cornette, tre tromboni, basso tuba, timpani, grancassa, piatti, due triangoli, due tamburi, due arpe, archi